# Клюша
Клюша — река в России, протекает в Нагорском районе Кировской области. Устье реки находится в 22 км по левому берегу реки Чёрная. Длина реки составляет 21 км.
Исток реки на Северных Увалах у нежилой деревни Павлушонки в 28 км к северо-востоку от посёлка Нагорск. Река течёт на северо-восток по ненаселённому частично заболоченному лесному массиву.

## Данные водного реестра
По данным государственного водного реестра России относится к Камскому бассейновому округу, водохозяйственный участок реки — Вятка от истока до города Киров, без реки Чепца, речной подбассейн реки — Вятка. Речной бассейн реки — Кама.
Код объекта в государственном водном реестре — 10010300212111100030979.